# Canillas de Aceituno
Canillas de Aceituno ist eine Gemeinde (municipio) mit 1.777 Einwohnern (Stand: 2024) in der Provinz Málaga in der Autonomen Region Andalusien im Süden Spaniens. 

## Geographie
Canillas de Aceituno liegt auf einer Höhe von etwa 524 Metern am Fuße der Sierra de Tejeda und wird vom Gipfel des La Maroma gekrönt, der mit 2068 Metern der höchste der Provinz ist. Es ist eine Stadt mit engen, makellos weiß getünchten Gassen, maurischen Bögen und Blumenecken. Der Ort grenzt an Alcaucín, Alhama de Granada, Arenas, Sedella und Viñuela.

## Geschichte
Der Name des Dorfes leitet sich aus dem lateinischen „Cannillae“ (das Gebiet der Zuckerrohrplantagen) und dem arabischen Wort „Azeytuni“ (gewebte und gefärbte Seide) ab. Der Ort geht auf die maurische Zeit von Al-Andalus zurück. 1884 wurde der Ort bei einem Erdbeben beschädigt.

## Bevölkerungsentwicklung
| 1842  | 1900  | 1950  | 1980  | 1990  | 2000  | 2010  | 2020  |
| ----- | ----- | ----- | ----- | ----- | ----- | ----- | ----- |
| 2.250 | 2.664 | 2.782 | 2.509 | 2.793 | 2.107 | 1.873 | 1.698 |

## Sehenswürdigkeiten
- Kirche Iglesia de Nuestra Señora del Rosario y San León Magno